# Damien Fleury
Damien Fleury (* 1. Februar 1986 in Caen) ist ein französischer Eishockeyspieler, der seit Mai 2018 erneut bei den Brûleurs de Loups de Grenoble in der Ligue Magnus unter Vertrag steht.

## Karriere
Damien Fleury begann seine Karriere als Eishockeyspieler bei den Drakkars de Caen, für die er von 2003 bis 2006 spielte und mit denen er in der Saison 2004/05 in die Ligue Magnus, die höchste französische Eishockeyliga, aufstieg. In der Saison 2005/06 erhielt er die Trophée Jean-Pierre Graff als bester Nachwuchsspieler der Ligue Magnus. Nachdem der Flügelspieler die Saison 2006/07 beim Erstligisten Ours de Villard-de-Lans verbracht hatte, stand er ab Sommer 2007 bei deren Ligarivalen Brûleurs de Loups de Grenoble unter Vertrag. Mit Grenoble wurde er 2009 Französischer Meister. Zudem gewann er mit seiner Mannschaft 2008 und 2009 jeweils die Coupe de France und die Trophée des Champions sowie 2009 die Coupe de la Ligue. Er selbst erhielt 2010 die Trophée Albert Hassler als bester französischer Spieler des Jahres der Ligue Magnus.
Zur Saison 2010/11 wurde Fleury von VIK Västerås HK aus der HockeyAllsvenskan, der zweiten schwedischen Spielklasse, verpflichtet. Bei Västerås wurde er auf Anhieb ein Führungsspieler und erzielte in seinem ersten Profijahr im Ausland in insgesamt 50 Spielen 25 Tore und gab 13 Vorlagen. Im April 2011 unterschrieb Fleury einen Kontrakt über zwei Jahre bei Luleå HF in der Elitserien mit Gültigkeit ab der Saison 2011/12. Fleury verließ den Verein jedoch bereits nach 20 absolvierten Begegnungen in der Elitserien während derselben Spielzeit und einigte sich im November 2011 mit Timrå IK auf ein Vertragsverhältnis mit Laufzeit bis zum Saisonende 2011/12. Im Anschluss an die Spielzeit wechselte er zum schwedischen Zweitligisten Södertälje SK. Über den Lausanne HC und Vaasan Sport sowie Djurgårdens IF führte ihn sein Weg zu den Schwenninger Wild Wings. In der Saison 2014/15 gehörte er dort zu den Topspielern. Vor Beginn der Saison 2015/16 wurde bekannt, dass Fleury zum neu gegründeten Verein Kunlun Red Star in die russische Profiliga KHL wechselt.
Im November 2017 kehrte er zu den Wild Wings zurück.

### International
Für die französische Eishockeynationalmannschaft nahm Fleury im Juniorenbereich ausschließlich an der U20-Junioren-B-Weltmeisterschaft 2006 teil und kam dabei zu zwei Assists in fünf Spielen. Im Seniorenbereich stand er bei den A-Weltmeisterschaften 2009 und 2011 im Aufgebot seines Landes.

## Erfolge und Auszeichnungen
- 2005 Aufstieg in die Ligue Magnus mit den Drakkars de Caen
- 2006 Trophée Jean-Pierre Graff
- 2008 Trophée des Champions mit Brûleurs de Loups de Grenoble
- 2008 Coupe de France mit Brûleurs de Loups de Grenoble
- 2009 Französischer Meister mit den Brûleurs de Loups de Grenoble
- 2009 Ligue Magnus All-Star Team
- 2009 Coupe de France mit den Brûleurs de Loups de Grenoble
- 2009 Coupe de la Ligue mit den Brûleurs de Loups de Grenoble
- 2009 Trophée des Champions mit Brûleurs de Loups de Grenoble
- 2010 Ligue Magnus All-Star Team
- 2010 Trophée Albert Hassler
- 2013 Bester Torschütze (29) der Allsvenskan
- 2019 Französischer Meister mit den Brûleurs de Loups de Grenoble
- 2020 Trophée Albert Hassler
- 2022 Trophée Albert Hassler
- 2022 Trophée Charles Ramsey
- 2022 Französischer Meister mit den Brûleurs de Loups de Grenoble

## Karrierestatistik
(Legende zur Spielerstatistik: Sp oder GP = absolvierte Spiele; T oder G = erzielte Tore; V oder A = erzielte Assists; Pkt oder Pts = erzielte Scorerpunkte; SM oder PIM = erhaltene Strafminuten; +/− = Plus/Minus-Bilanz; PP = erzielte Überzahltore; SH = erzielte Unterzahltore; GW = erzielte Siegtore; 1 Play-downs/Relegation; Kursiv: Statistik nicht vollständig)